# 양무 (슬루프)
양무(揚武)는 복주선정국(해군조선소)에서 건조된 청나라 수군의 기범선 슬루프로 동형함은 존재하지 않는다. 청나라 최초의 국산 일등순양함이지만, 마강 해전에서 어뢰에 피격당해 격침당했다.

## 개요
양무는 청나라가 처음 국산 일등순양함이다. 취역 후 복건수사의 기함이 되었다. 1875년 청국 군함으로서는 처음으로 일본을 방문했다. 1884년, 청불 전쟁에서 양무는 마강해전에서 복건함대의 기함을 맡아 프랑스 해군의 아메데 쿠르베 제독이 이끄는 프랑스 극동 함대를 맞아 싸웠다. 마강해전에서 프랑스 함대 기범선 순양함 ‘볼타’와 격렬하게 교전을 했지만, 힘이 미치지 않아 격퇴당했고, 프랑스 해군의 함재어뢰정 ‘46호’의 어뢰를 우현 수선부에 맞아 격침당했다.
양무의 기본 구조는 3개의 돛대와 한 개의 굴뚝을 가진 목조 프리깃이다. 선체에는 암스트롱 전장포 13기와 크루프 스틸 19cm 단장포 1개를 장착하고 있었다. 양무의 굴뚝은 항해 시에는 낮게 축소할 수 있게 3단계로 확장할 수 있었다.

## 갤러리

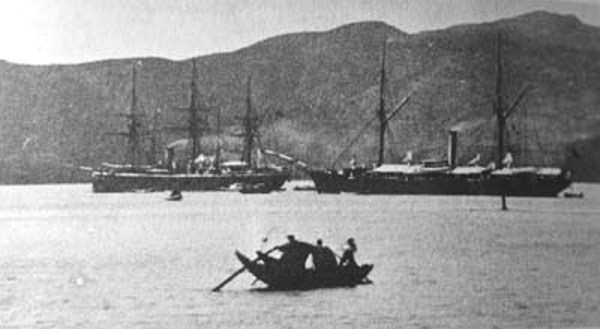
해전 전에 촬영된 사진. 왼쪽의 3개의 돛대함이 본함.
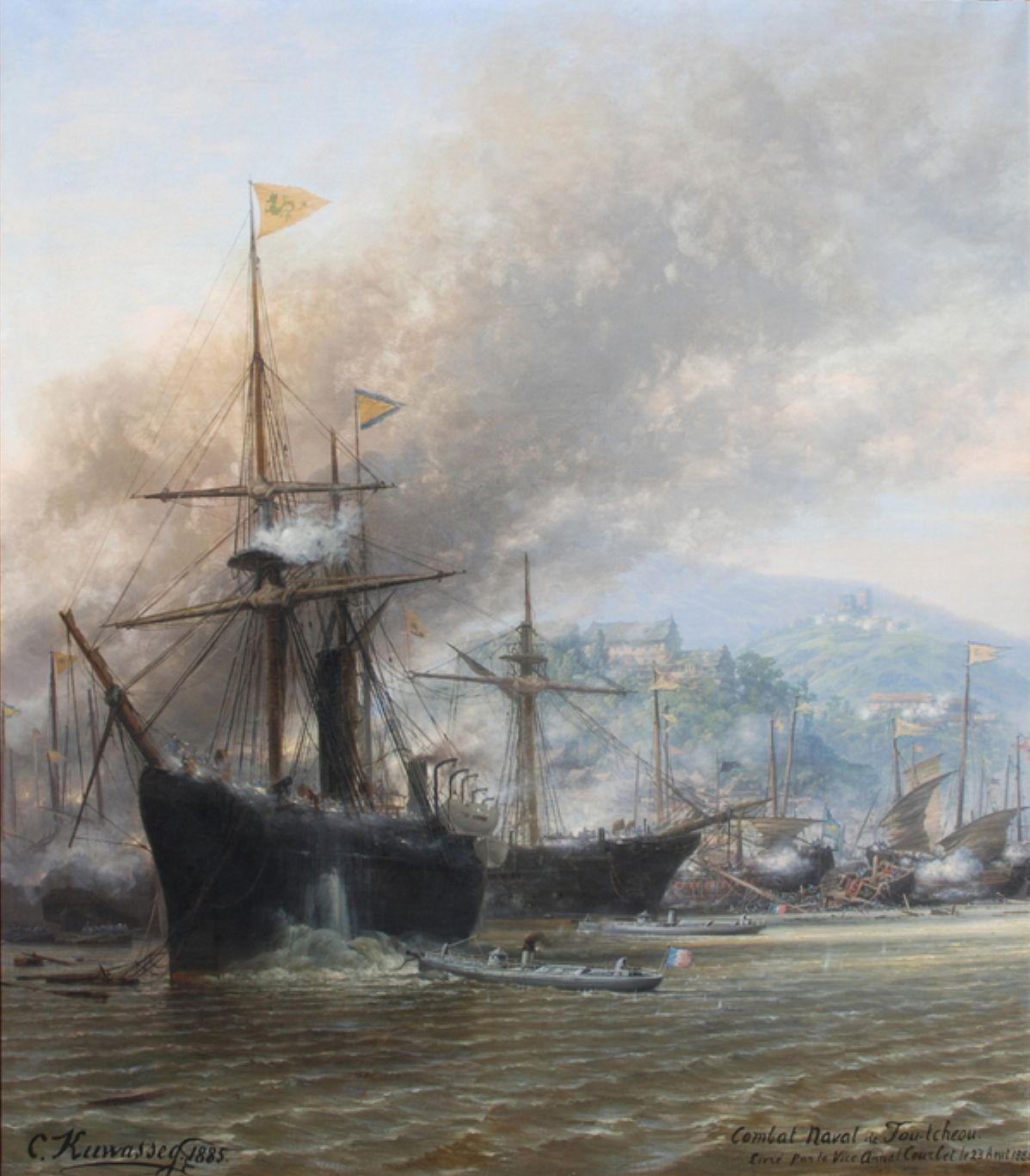
마강해전을 묘사한 그림
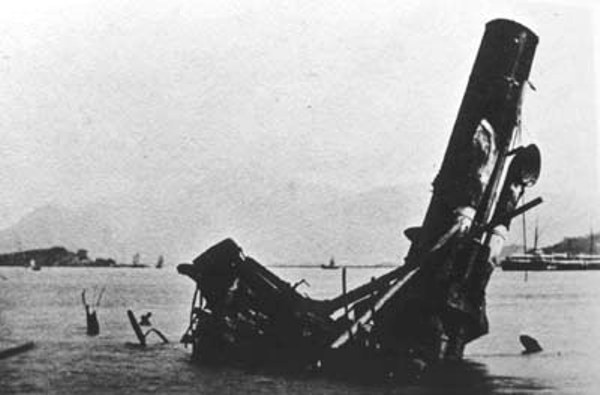
해전후, 수면에 떠 있는 본함의 사진

## 참고 자료
- “Conway All The World's Fightingships 1860-1905”, (Conway）